# 巫三祝
巫三祝（？—17世紀），字疑始，廣東惠州府龍川縣人，明朝、南明政治人物。

## 生平
巫三祝是新喻知縣巫子肖之子，天啟七年（1627年）由恩貢中舉人，崇禎元年（1628年）聯捷進士，授四川富順知縣，平定流寇有功，獲賜金鼎；主持鄉試取得多位名士，入朝上疏當地三大弊政得崇禎帝嘉獎。之後他調任福寧知州，在任六年得到士民愛戴立祠，陞為戶部浙江司主事、員外郎，至永曆時再陞為郎中；其後辭官供養父母，在霍山建築彩雲書院，有《蘧園集》、《霍山志》等著作，卒年八十歲。

## 引用
1. 1 2  錢海岳《南明史·卷五十六·列傳第三十二》：（永曆）時戶部官先後可稱者：……巫三祝，字疑始，龍川人。子肖子。崇禎元年進士。授富順知縣，平寇有功。歷福寧知州，浙江司主事、員外郎、郎中。卒年八十。
2. ↑  嘉慶《龍川縣志·第三十二冊·選舉》：巫三祝 天啟七年丁卯科，由恩貢中式，子肖子。見進士。
3. ↑  嘉慶《龍川縣志·第三十六冊·人物》：巫三祝，字疑始，子肖長子。由拔貢崇正丁卯戊辰聯捷，初釋謁即抗疏本邑陋規，奉旨禁革；令富順，平寇有功，欽賚金鼎。分校鄉闈，所得皆名士，入覲疏奏富邑三大弊稱旨；尋任福安【寧】六載，士民愛戴立祠。陞戶部主事，遷員外，乞歸奉養，晨夕率諸弟定省，至老不倦。孝友敦厚，鄉里服其盛德，築彩雲書院于霍山。著有《蘧園集》、《霍山志》諸書，天文地理咸有箋註，壽八十。 省志